# آنا كرافت
آنا كرافت (بالألمانية: Anna Kraft)‏ هي منافسة ألعاب القوى وصحفية ومقدمة تلفزيونية ألمانية، ولدت في 3 أكتوبر 1985 في هان ‏ في ألمانيا.

## وصلات خارجية
- الموقع الرسمي
- آنا كرافت على موقع IMDb (الإنجليزية)